# Шульце, Патрик
Па́трик Шу́льце (нем. Patrick Schulze; 2 января 1973, Магдебург) — немецкий гребец-каноист, выступал за сборную Германии во второй половине 1990-х годов. Дважды бронзовый призёр чемпионатов мира, дважды бронзовый призёр чемпионата Европы, участник летних Олимпийских игр в Атланте, многократный победитель и призёр первенств национального значения.

## Биография
Патрик Шульце родился 2 января 1973 года в городе Магдебурге, федеральная земля Саксония-Анхальт. Активно заниматься греблей начал с раннего детства, проходил подготовку в местном одноимённом спортивном клубе «Магдебург».
Первого серьёзного успеха на взрослом международном уровне добился в 1995 году, когда попал в основной состав немецкой национальной сборной и побывал на домашнем чемпионате мира в Дуйсбурге, откуда привёз награду бронзового достоинства, выигранную в зачёте четырёхместных каноэ на дистанции 1000 метров. Благодаря череде удачных выступлений удостоился права защищать честь страны на летних Олимпийских играх 1996 года в Атланте — стартовал в километровой программе одиночек, благополучно вышел в финальную стадию турнира, но в решающем заезде показал лишь четвёртый результат, немного не дотянув до призовых позиций.
После Олимпиады в США Шульце остался в основном составе гребной команды Германии и продолжил принимать участие в крупнейших международных турнирах. Так, в 1997 году он выступил на возобновлённом чемпионате Европы в болгарском Пловдиве, где стал бронзовым призёром в одиночках на тысяче метрах. Два года спустя добавил в послужной список бронзовую медаль с европейского первенства в хорватском Загребе и бронзовую медаль с мирового первенства в Милане — обе в двойках с Петером Джоном на тысяче метрах. Вскоре по окончании этих соревнований принял решение завершить карьеру профессионального спортсмена, уступив место в сборной молодым немецким гребцам.